# Heiligengrabe

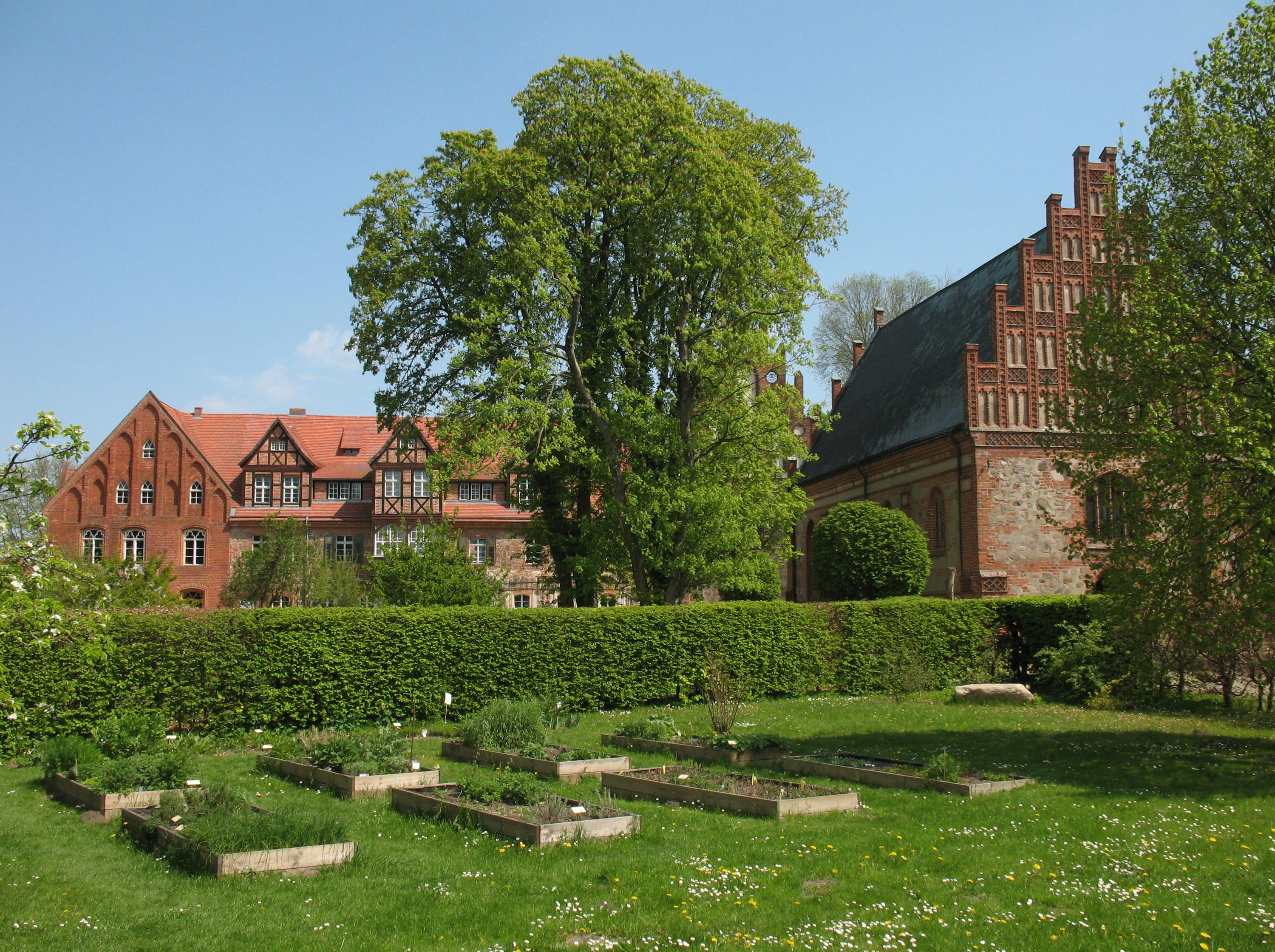
Klasztor

Heiligengrabe – gmina w Niemczech w kraju związkowym Brandenburgia, w powiecie Ostprignitz-Ruppin.

## Geografia
Gmina Heiligengrabe położona jest pomiędzy miastami Wittstock/Dosse i Pritzwalk.

## Dzielnice
W skład gminy wchodzą następujące dzielnice:
| - Blandikow - Blesendorf - Blumenthal - Dahlhausen - Glienicke - Grabow - Heiligengrabe - Herzsprung |  | - Jabel - Königsberg - Liebenthal - Maulbeerwalde - Papenbruch - Rosenwinkel - Wernikow - Zaatzke |

## Współpraca
- Fahrenbach, Badenia-Wirtembergia

## Galeria

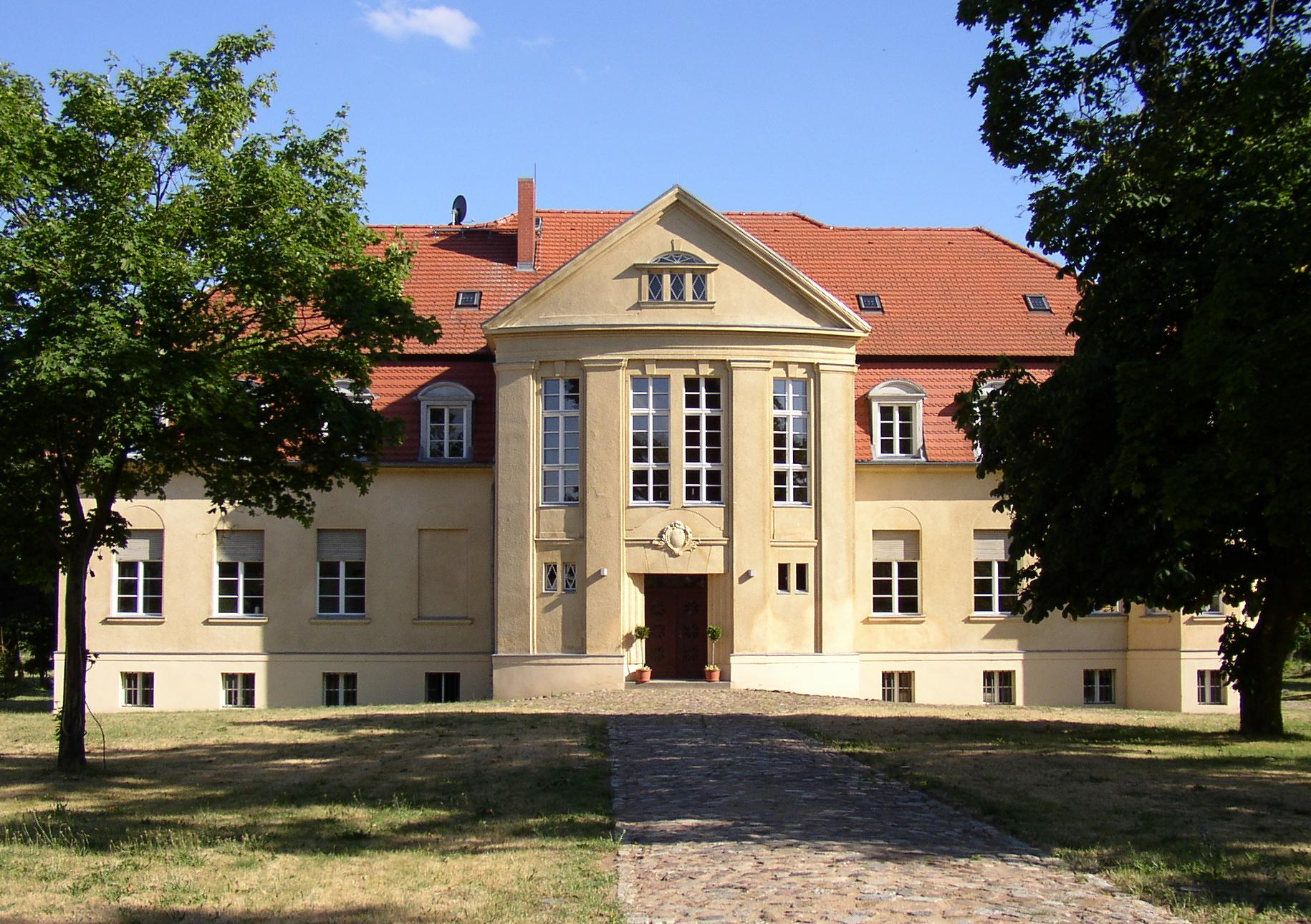
Grabow
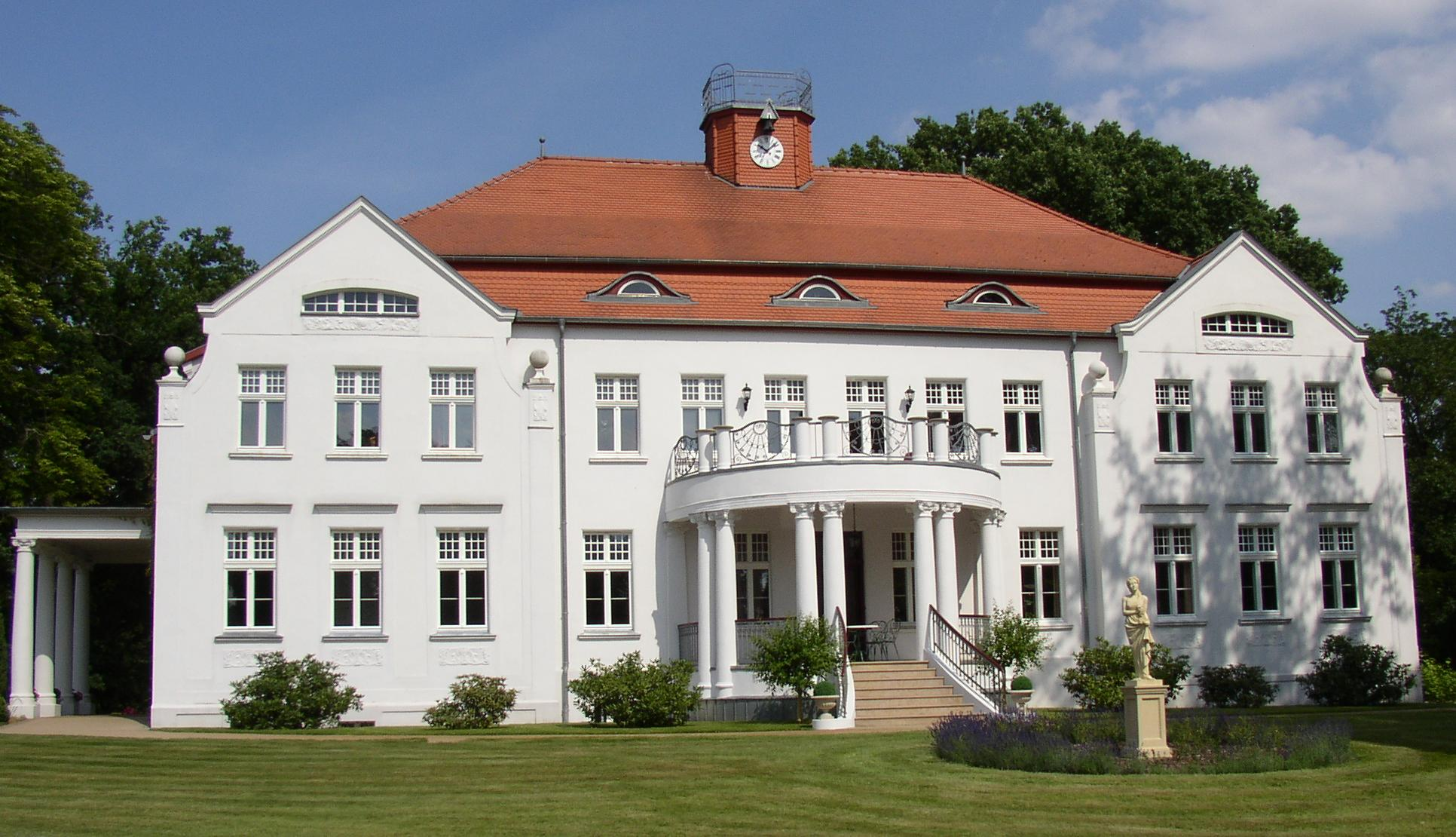
Maulbeerwalde
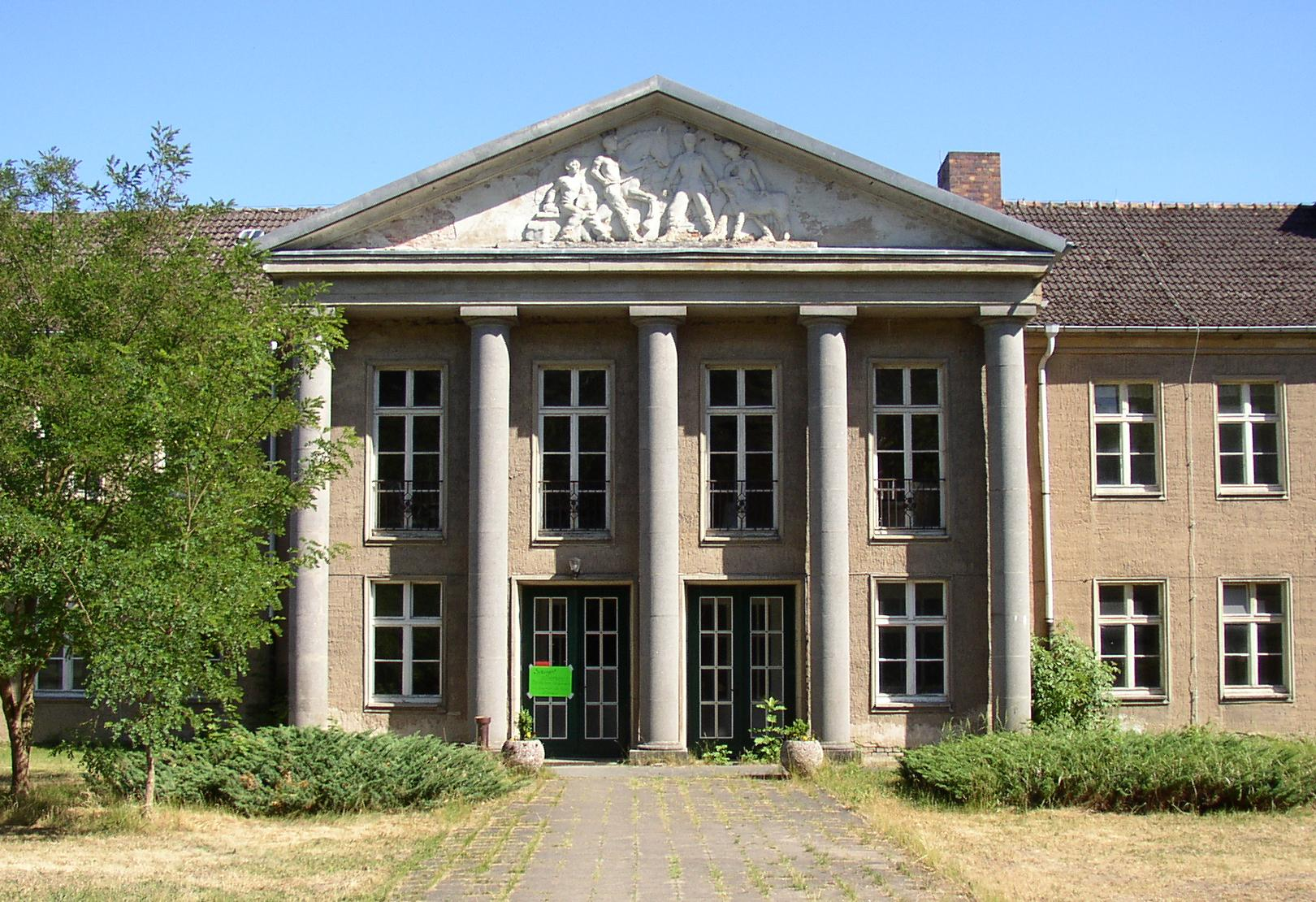
Blumenthal